# Пивинский, Юрий Ефимович
Ю́рий Ефи́мович Пиви́нский (род. 26 февраля 1938 года, Миргород, Полтавская область, СССР) — советский и российский учёный, инженер и исследователь-материаловед в области технической керамики и огнеупоров для ракетно-космической техники и чёрной металлургии, разработчик высококонцентрированных керамических вяжущих суспензий (ВКВС) и создатель научной школы ВКВС и керамобетонов; разработчик теории упаковки частиц керамических суспензий; академик Академии Инженерных Наук им. А. М. Прохорова (1998); учёный, внесший большой в вклад в развитие науки реологии; автор и соавтор 475 публикаций, 17 книг и 50-и изобретений, автор первого советского немецко-русского словаря по химической технологии силикатных материалов. Ю. Е. Пивинский — член редколлегии международного журнала «Новые огнеупоры» (Refractories and Industrial Ceramics). Согласно международному индексу научного цитирования Scopus: 203 статьи Архивная копия от 14 апреля 2016 на Wayback Machine (англ.); в библиографической базе данных Google Scholar имеется 4701 ссылок.

## Биография
Родился в семье служащих. В 1956 году окончил Миргородский керамический техникум им. Н. В. Гоголя и на протяжении семи лет работал в промышленности строительных материалов (в г. Луганске и Белгороде). Одновременно заочно учился в институте. В 1963 году опубликовал свою книгу «Производство местных строительных материалов», полученный гонорар за которую позволил ему переехать в Москву для очной учёбы в МХТИ им. Д. И. Менделеева (ныне РХТУ им. Д. И. Менделеева) на факультете химической технологии силикатных материалов, отделение керамики, которое в то время возглавлял видный советский и американский учёный-керамист Петр Петрович Будников и который стал его учителем.
После окончания Менделеевки в 1965 г. Ю. Е. Пивинский поступил на работу в Обнинский филиал Научно-исследовательского института технического стекла (ОНПП «Технология» им. А. Г. Ромашина). Шестидесятые годы были периодом освоения космоса, для чего необходимы были новые огнеупорные износостойкие материалы.
Приоритетным направлением в области материаловедения то время была разработка термостойкой керамики для ракетно-космической техники, которая могла бы выдерживать быстрый нагрев от температуры окружающей среды до 1500—2000 °C, вызванный трением при вхождении тела в плотные слои атмосферы. Одним из таких материалов являлась обожжённая керамика из кварцевого стекла, вязкость расплава которого настолько высока, что позволяет ему удерживаться на оболочке объекта, летящего с огромной скоростью.
Однако, было невозможно получить высококачественный кварцевый материал с пористостью менее 20 %, так как в процессе обжига кварц частично превращался в кристобалит, что вызывало потерю прочности и термостокости керамики.
Также в то время кварцевый порошок для керамики получали методом дорогого длительного сухого измельчения.
Для решения этой проблемы Ю. Е. Пивинским был разработан способ одностадийного мокрого измельчения высококонцентрированной керамической вяжущей суспензии (ВКВС) кварцевого стекла с её последующей специальной стабилизацией и формования методом литья в формы. Это позволило получить отформованный материал-полуфабрикат с 2-3 раза меньшей пористостью, чем традиционная кварцевая керамика. После обжига при пониженных температурах такой материал характеризовался всем комплексом требуемых свойств. ВКВС кварцевого стекла была использована для получения термостойких головных обтекателей зенитных ракетных комплексов С-300 и С-400, а позже — для изготовления изделий для непрерывной разливки стали и в стоматологии (например, тигли для анализа драгметаллов).
В 1967 г. защитил кандидатскую диссертацию по кварцевой керамике, а в 1981 году — докторскую по ВКВС
В 70-90-е годы Ю. Е. Пивинский и его коллеги разработали ряд ВКВС на основе керамических и сырьевых (натуральных и синтетических) неметаллических материалов, а также керамику на их основе. Так, были разработаны ВКВС кварцевого песка, муллита, корунда, циркона, циркония и периклаза. Он описал реологические свойства новых материалов, разработал их классификацию, а также предложил уравнение минимальной вязкости минеральных суспензий.
С 1984 по 1992 гг., работая во Всесоюзном институте огнеупоров, г. Ленинград (в настоящее время ОАО «Санкт-Петербургский Институт огнеупоров» Архивная копия от 18 сентября 2016 на Wayback Machine) Ю. Е. Пивинский разработал и внедрил на огнеупорных предприятиях страны новую промышленную технологию кварцевых сталеразливочных огнеупоров для непрерывного литья заготовок. Технология основана на применении ВКВС плавленого кварца и скоростного метода центробежного формования Архивная копия от 16 сентября 2016 на Wayback Machine керамики. В настоящее время кварцевые огнеупоры широко применяются также в стекольной, химической, машиностроительной промышленностях.
В 90-е годы возглавлял кафедру керамики и огнеупоров в БГТУ им. Шухова, где с сотрудниками разработал ряд огнеупорных бетонов на основе ВКВС корунда и боксита, которые стали конкурентными российскими аналогами импортных бетонных материалов,. В России выпущено не менее 250 тысяч тонн этих материалов.
Ю. Е. Пивинский участвует в президиуме международных конференций по огнеупорным материалам.
В 2001 году Ю. Е. Пивинский и его команда за разработку ВКВС получили золотые медали Первого международного салона инноваций и инвестиций (Москва, 2001 г.) и юбилейного 50-го Всемирного салона изобретений, исследований и технологий в Брюсселе (Бельгия) «Eureka 2001».
В 2006 году он основал фонд, который выплачивает небольшой грант наиболее талантливым студентам-материаловедам за их вклад в исследовательскую работу

Под его руководством или консультированием более 15-и человек защитили кандидатские диссертации.

## Некоторые издания
- Ю. Е. Пивинский. Немецко-русский словарь по химии и технологии силикатов / под ред. П. П. Будникова, Л. Г. Байбурт,. И. Я. Гузмана. — Москва: Советская энциклопедия, 1969. — 493 с.
- Ю. Е. Пивинский. Керамические вяжущие и керамобетоны. — Москва: Металлургия, 1990. — 272 с. — ISBN 5-229-00541-6.
- Ю. Е. Пивинский. Новые огнеупорные бетоны (Учебное пособие). — Белгород: БелГТАСМ, 1996. — 148 с.
- Ю. Е. Пивинский. Реология дилатантных и тиксотропных дисперсных систем. — СПб.: СПбГТИ (ТУ), 2001. — 174 с.
- Ю.Е. Пивинский. Теоретические аспекты технологии керамики и огнеупоров. Избранные труды. Т.1. — Санкт Петербург: Стройиздат, 2003. — 544 с.
- Ю.Е. Пивинский. Керамические и огнеупорные материалы. Избранные труды. Т.2. — Санкт Петербург: Стройиздат, 2003. — 688 с.
- Ю. Е. Пивинский. Неформованные огнеупоры. Т.1. Книга 1. Общие вопросы технологии: справоч. изд. — Москва: Теплоэнергетик, 2004. — 448 с.
- Ю.Е. Пивинский. Реология дисперсных систем, ВКВС и Керамбетоны. Элементы нанотехнологий в силикатном материаловедении. Избранные труды. Т.3. — Санкт Петербург: Политехника, 2012. — 682 с.
- Ю. Е. Пивинский. Кварцевая керамика, ВКВС и керамбетоны. История создания и развития технологий. — СПБ.:Политехника-принт,2018.-360 с. ISBN 978-5.[4]
- Ю. Е. Пивинский. Кварцевая керамика, ВКВС и керамобетоны. Избранные труды. Т.4 — Санкт-Петербург: Политехника-Сервис. 2022. — 448 с.
- Ю. Е. Пивинский, П.В. Дякин. Бесцементные огеупорные бетоны. Монография — Санкт-Петербург: Химиздат. 2023. — 240 с.